# Marian Kuszewski
Marian Zygmunt Kuszewski (Kielce, 31 de octubre de 1933-Varsovia, 5 de marzo de 2012) fue un deportista polaco que compitió en esgrima, especialista en la modalidad de sable.
Participó en dos Juegos Olímpicos de Verano en los años 1956 y 1960, obteniendo dos medallas, plata en Melbourne 1956 y plata en Roma 1960. Ganó tres medallas en el Campeonato Mundial de Esgrima entre los años 1954 y 1958.

## Palmarés internacional
| Juegos Olímpicos   | Juegos Olímpicos            | Juegos Olímpicos  | Juegos Olímpicos  |
| Año                | Lugar                       | Medalla           | Prueba            |
| ------------------ | --------------------------- | ----------------- | ----------------- |
| 1956               | Melbourne (Australia)       | Medalla de plata  | Sable por equipos |
| 1960               | Roma (Italia)               | Medalla de plata  | Sable por equipos |
| Campeonato Mundial |                             |                   |                   |
| Año                | Lugar                       | Medalla           | Prueba            |
| 1954               | Luxemburgo (Luxemburgo)     | Medalla de plata  | Sable por equipos |
| 1957               | París (Francia)             | Medalla de bronce | Sable por equipos |
| 1958               | Filadelfia (Estados Unidos) | Medalla de bronce | Sable por equipos |